# Alfred Baeumler
Alfred Baeumler (19 de novembro de 1887, Neustadt an der Tafelfichte, norte da Boêmia - 19 de março de 1968, Eningen unter Achalm, próximo de Reutlingen), foi um filósofo e pedagogo alemão, membro do corpo docente da Technische Universität Dresden de 1924 a 1933.
Baeumler foi um dos mais importantes filósofos da Alemanha Nazista, e um dos principais intérpretes da filosofia de Friedrich Nietzsche para legitimar o nazismo - um equívoco denunciado no pós-guerra. Em seus cursos sobre Nietzsche, publicados no pós-guerra, Martin Heidegger manteve seus elogios à "leitura judiciosa feita por Baeumler" de Nietzsche.
Seus livros foram traduzidos em italiano em fins dos anos 1990 pelas Edizioni di Ar, uma editora de extrema-direita fundada em 1963 por Franco Freda, um neofascista condenado a 15 anos de prisão por "associação subversiva" e envolvimento em vários atentados à bomba.